# Mira Radielović Ricardel
Mira Radielović Ricardel (Pasadena, 5. srpnja 1960.), američka političarka, pravnica i diplomatkinja hrvatskoga podrijetla. Vrši dužnost zamjenice savjetnika za nacionalnu sigurnost Predsjednika SAD-a Donalda Trumpa te je time najviše rangirana Hrvatica u američkoj administraciji.

## Životopis
Rođena je 1960. u Pasadeni kao kći Petra Radielovića, poduzetnika podrijetlom iz srednjobosanske općine Breze i majke Brigitte, podrijetlom Njemice iz Heidelberga. Otac Petar je sa 16 godina preživio Bleiburški pokolj, nakon čega je 1954. preko Austrije iselio u Njemačku, gdje je upoznao njezinu majku. Obitelj se nakon nekoliko godina preselila u SAD, gdje je prvo rođen njezin brat Marko, a zatim i ona. Odrasla je u Pasadeni, a u obiteljskoj kući govorio se hrvatski jezik. Obitelj je bila aktivna i u kulturnom životu američkih Hrvata u Kaliforniji.
Diplomirala je međunarodne odnose na Sveučilištu Georgetown i doktorirala pravo i diplomaciju na Sveučilištu Tufts. Prvi politički angažman bio je onaj savjetnički u uredu senatora Boba Dolea. S početkom rata u Hrvatskoj i Bosni i Hercegovini istaknula se kao jedna od glavnih lobistica za hrvatske interese u Washingtonu, usko surađujući s Gojkom Šuškom, Josipom Manolićem i drugim hrvatskim političarima.
Nakon napada 11. rujna imenovana je savjetnicom odjela za Euroaziju, Središnju Aziju i Jugoistočnu Europu pri Ministarstvu obrane, gdje je savjetovala u pitanjima oko NATO-a, nuklearnog oružja, raketnih sustava i kontrole oružja. Slijedeći proglašenje Rata u Iraku 2003. godine bila je i savjetnicom američkih pregovarača koji su nastojali uspostaviti demokratsku vlast u Iraku. Godine 2006. postaje savjetnica u Boeingu, gdje je kasnije imenovana poptredsjednicom u dvama odjelima. Kasnije je radila i kao savjetnica u poduzećima za javnu nabavu.
Otpočetka je bila članica kampanje za predsjedničku kandidaturu Donalda Trumpa. Tako je tijekom predsjedničke kampanje bila savjetnica za programe State Departmenta, Ministarstva obrane i Ministarstva trgovine.
U braku je sa suprugom Vincentom, po zanimanju fotografom.